# مک‌لارن ام‌پی۴/۲
مک لارن ام‌پی۴/۲ یک خودروی فرمول یک بود که توسط گروه مک‌لارن برای مسابقات فرمول یک فصل ۱۹۸۴ ساخته شد. همچنین دو نسخه ای توسعه یافته از آن با نام‌های ام‌پی۴/۲بی، در فصل ۱۹۸۵ استفاده شد، و نسخه کمی به روز تر شده آن ام‌پی۴/۲سی در فصل ۱۹۸۶ برای این تیم ساخته شد و مورد استفاده قرار گرفت. این خودرو دقیقاً مبتنی بر مدل قبلی خود مک‌لارن ام‌پی۴/۱ای بود که به عنوان یک خودرو آزمایشی مورد استفاده قرار گرفت و در نهایت در مسابقات نهایی سال ۱۹۸۳ استفاده شد.
شاسی این خودرو توسط جان برنارد، استیو نیکولز، گوردون کیمبال، آلن جنکینز، تیم رایت و باب بل طراحی شد و موتور خودرو توسط تگ-پورشه توسط هانس مزگر در کمپانی پورشه طراحی شده بود.

## اسپانسرها و طرح بدنه
در جایزه بزرگ پرتغال سال ۱۹۸۶، خودرو روزبرگ با لوگوی زرد رنگ مارلبرو برای تبلیغ چراغ‌های مارلبرو رنگ‌آمیزی شد.